# Bubuieci, Chișinău
Bubuieci este satul de reședință al comunei cu același nume din sectorul Ciocana, Municipiul Chișinău, Republica Moldova.

## Etimologie
Denumirea de Bubuieci este o variantă modificată a numelui fondatorului și primului proprietar al satului, pârcălabul de Cetatea Nouă, Toader Bubuiog. Acesta a primit moșia în dar de la Bogdan al III-lea, act confirmat prin hrisovul de la 22 aprilie 1518.

## Istorie
Satul a fost întemeiat în 1518:
„Din mila lui dumnezeu, noi Ștefan voievod, domn al Țării Moldovei. Facem cunoscut cu aceasta carte a noastră, tuturor celor ce o vor vedea sau o vor auzi citindu-se, ca acest adevărat credincios al nostru pan Toader [Bubuiog] pârcălab de Cetatea Nouă ne-a slujit drept și credincios. Deci, noi văzând slujba lui dreapta și credincioasa către noi, l-am miluit cu mila noastră deosebita și i-am dat și i-am întărit, de la noi, în țara noastră, Moldova, dania ți întărirea părintelui domniei mele Bogdan voievod, trei locuri de pustie, un loc pe Bâc, pe partea de dincolo a Bâcului, între Drăgan și între Purcel, alt loc pe Cahov mai jos de Troian, la Fântâna Mare, al treilea loc la capătul de jos al Beleei și cu iezercanele care sunt în același hotar, însă afară de Beleoa și de Chiciți.

...

A scris Dumșa Cozmovici în Hârlău, în anul 7026 <1518> Aprilie 22.”

## Demografie

### Structura etnică
Structura etnică a satului Bubuieci conform recensământului populației din 2004:
| Grup etnic     | Populație | % Procentaj |
| -------------- | --------- | ----------- |
| Români (4.988) | 4.988     | 80          |
| Ruși           | 216       | 3,97%       |
| Ucraineni      | 153       | 2,81%       |
| Bulgari        | 27        | 0,50%       |
| Țigani         | 16        | 0,29%       |
| Găgăuzi        | 14        | 0,26%       |
| Evrei          | 1         | 0,02%       |
| Alții          | 29        | 0,53%       |
| Total          | 5.431     |             |

## Personalități

### Născuți în Bubuieci
- Teodor Cojocaru (1879–1941), militar și om politic basarabean, ofițer în armata țaristă, membru al Sfatului Țării, primar de Chișinău între 1919-20 și director general al Forțelor Armate ale RD Moldovenești.